# Ковтун Олена Валеріївна
Олена Валеріївна Ковтун (нар. 20 листопада 1966) — радянська i українська настільна тенісистка. Дворазова чемпіонка Європи у складі збірної СРСР, майстер спорту СРСР міжнародного класу, заслужений тренер України.

## Спортивна кар'єра
На чемпіонаті Європи 1986 року завоювала золоту медаль в парному розряді (друга в парі — Флюра Булатова) і срібну медаль у складі команди СРСР. На чемпіонаті Європи 1988 року Олена стала володаркою золотої медалі у складі команди і срібної медалі в парному розряді (знову друга в парі — Флюра Булатова). Чемпіонка СРСР у парі 1988 року. 
У складі збірної СРСР брала участь в літніх Олімпійських іграх 1988 року в Сеулі.
В 1996 році у Братиславі у складі збірної (Ковтун Олена, Кравченко Марина, Швець Олена, Курсакова Ганна) здобуває 7 місце на першості Європи.
У складі збірної України брала участь в літніх Олімпійських іграх 2000 року в Сіднеї. 
У 2018 році присвоєно спортивне звання «Заслужений тренер України».